# Episodi di Ellen (seconda stagione)
La seconda stagione della serie televisiva Ellen è stata trasmessa in anteprima negli Stati Uniti d'America dalla ABC tra il 21 settembre 1994 e il 17 maggio 1995.
| nº | Titolo originale         | Titolo italiano | Prima TV USA      | Prima TV Italia |
| -- | ------------------------ | --------------- | ----------------- | --------------- |
| 1  | The Dentist              |                 | 21 settembre 1994 |                 |
| 2  | Saint Ellen              |                 | 28 settembre 1994 |                 |
| 3  | The Thirty-Minute Man    |                 | 5 ottobre 1994    |                 |
| 4  | The Note                 |                 | 12 ottobre 1994   |                 |
| 5  | The Fix-Up               |                 | 19 ottobre 1994   |                 |
| 6  | So Funny                 |                 | 26 ottobre 1994   |                 |
| 7  | The Toast                |                 | 9 novembre 1994   |                 |
| 8  | Adam's Birthday          |                 | 16 novembre 1994  |                 |
| 9  | The Trainer              |                 | 23 novembre 1994  |                 |
| 10 | Mrs. Koger               |                 | 30 novembre 1994  |                 |
| 11 | Ellen's New Friend       |                 | 7 dicembre 1994   |                 |
| 12 | The Christmas Show       |                 | 14 dicembre 1994  |                 |
| 13 | Ellen's Improvement      |                 | 4 gennaio 1995    |                 |
| 14 | The Apartment Hunt       |                 | 11 gennaio 1995   |                 |
| 15 | The Spa                  |                 | 25 gennaio 1995   |                 |
| 16 | Ballet Class             |                 | 8 febbraio 1995   |                 |
| 17 | Guns 'N Ellen            |                 | 15 febbraio 1995  |                 |
| 18 | The Sleep Clinic         |                 | 22 febbraio 1995  |                 |
| 19 | Gladiators               |                 | 1º marzo 1995     |                 |
| 20 | $5,000                   |                 | 22 marzo 1995     |                 |
| 21 | Three Strikes            |                 | 29 marzo 1995     |                 |
| 22 | The Therapy Episode      |                 | 3 maggio 1995     |                 |
| 23 | Thirty Kilo Man (Part 1) |                 | 10 maggio 1995    |                 |
| 24 | Thirty Kilo Man (Part 2) |                 | 17 maggio 1995    |                 |